# Mara Rúbia
Osmarina Lameira Colares Cintra (Belém, 3 de fevereiro de 1918 — Rio de Janeiro, 15 de maio de 1991) foi uma atriz, bailarina e vedete brasileira, mais conhecida pelo nome artístico de Mara Rúbia.
Consagrou-se no teatro de revista durante os anos 1940 e anos 1950. Em 1953, ganhava 46 mil cruzeiros por mês, como contratada da TV Tupi de São Paulo e do Rio de Janeiro. Quatro anos depois, passou a comandar um programa exclusivo na emissora carioca. Nessa ocasião, decidiu abandonar o teatro para se dedicar a outras atividades artísticas, mas foi obrigada a voltar a pedidos dos admiradores e de empresários.
Sua carreira também inclui trabalhos no cinema — Dona Flor e Seus Dois Maridos, Os Deuses e os Mortos — e na televisão — telenovelas como Sinal de Alerta e Feijão Maravilha, pela Rede Globo.
Mara Rúbia morreu no dia 15 de maio de 1991, no Rio de Janeiro, de problemas respiratórios e circulatórios. Foi sepultada no Cemitério de São Francisco Xavier, no Caju, zona Norte da capital fluminense.

## Filmografia
| Ano  | Título                                | Personagem |
| ---- | ------------------------------------- | ---------- |
| 1945 | No Trampolim da Vida                  |            |
| 1945 | Loucos por Música                     |            |
| 1946 | Sob a Luz do Meu Bairro               |            |
| 1946 | Fantasma por Acaso                    |            |
| 1948 | É Com Este Que Eu Vou                 |            |
| 1950 | Não É Nada Disso                      |            |
| 1950 | Aviso aos Navegantes                  |            |
| 1952 | Brumas da Vida                        | Isabel     |
| 1954 | Toda A Vida em Quinze Minutos         | Passageira |
| 1970 | O Donzelo                             |            |
| 1970 | Os Deuses e os Mortos                 | Prostituta |
| 1973 | Como Nos Livrar do Saco               | Platinada  |
| 1975 | O Padre Que Queria Pecar              | Lola       |
| 1975 | As Aventuras de um Detetive Português | Beatriz    |
| 1976 | O Casamento                           | Eudóxia    |
| 1976 | Dona Flor e Seus Dois Maridos         | Claudete   |
| 1980 | Bububu no Bobobó                      | Ex-vedete  |

### Televisão
| Ano  | Título                | Papel                     | Nota                          |
| ---- | --------------------- | ------------------------- | ----------------------------- |
| 1972 | Shazan, Xerife e Cia. | Viúva                     | Episódio: "Perigo sob a Lona" |
| 1978 | Sinal de Alerta       | Cotinha                   |                               |
| 1978 | O Pulo do Gato        | Bilu                      |                               |
| 1979 | Feijão Maravilha      | Fifi de Queiroz e Queiroz |                               |